# Interpretatio christiana

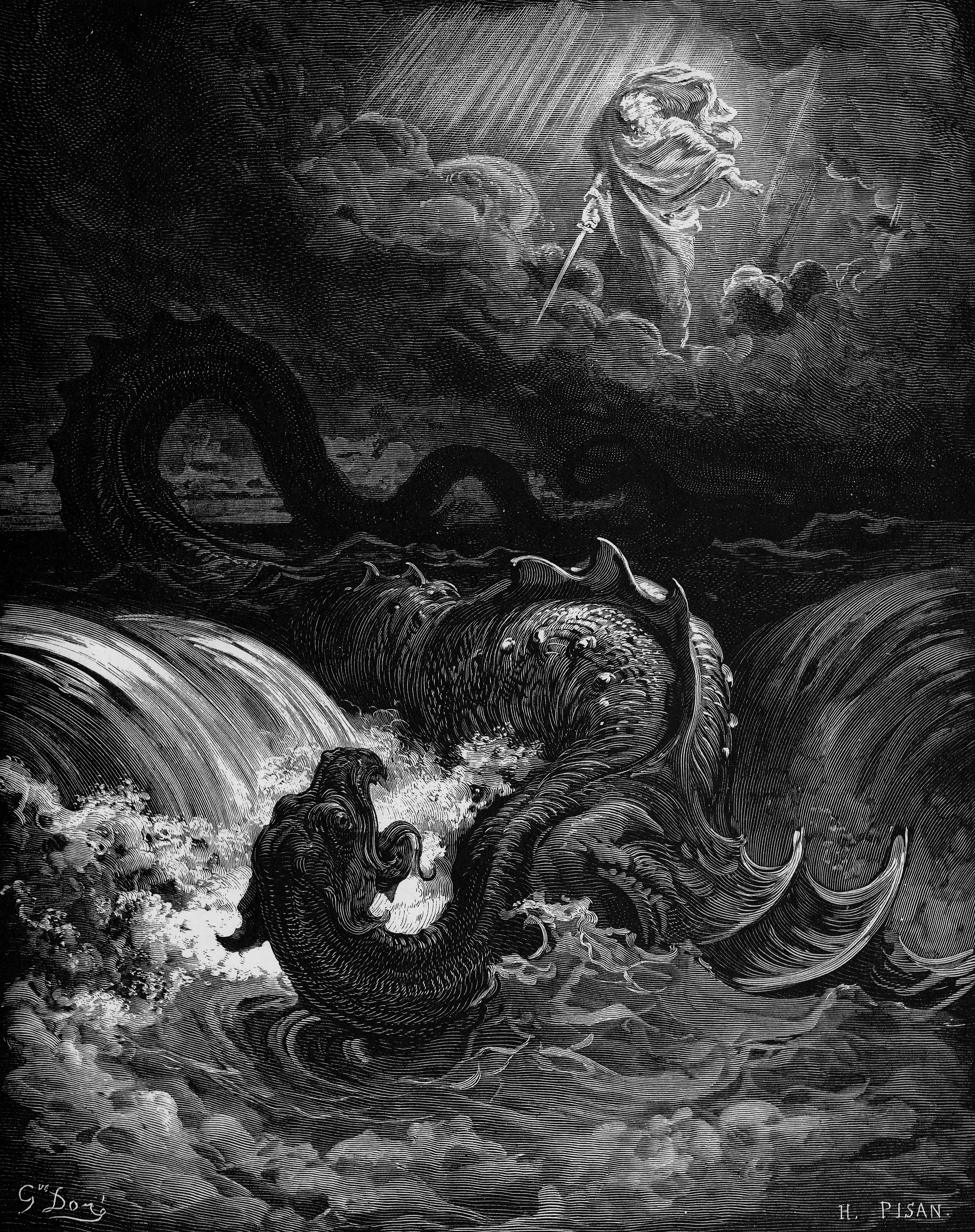
El monstre bíblic marí Leviatan es pot trobar en diversos textos anteriors al cristianisme i al judaisme.

Interpretatio christiana (Llatí: interpretació cristiana) és l'adaptació d'elements no cristians de la cultura o de la història a la visió del món del Cristianisme. El terme s'aplica generalment al procés pel qual activitats religioses i culturals, creences i imatgeries dels pobles pagans passen a tenir una forma cristianitzada en el procés de cristianització. Aquest procediment no ha estat exclusiu del cristianisme.

## Procés
Des d'una perspectiva cristiana, "pagà" es refereix a les diverses creences religioses i pràctiques dels qui seguien les creences no-abrahàmiques, incloent les del món grecoromà com la religió tradicional i domèstica de l'antiga Roma, el culte imperial, la religió hel·lenística, la religió egípcia antiga, el politeisme celta i germànic, les religions d'iniciació com els Misteris d'Eleusis i el Mitraisme, les religions de l'Antic Orient Pròxim, i la religió cartaginesa.
Reformular les activitats tradicionals religioses, culturals i relacionades amb les creences en una forma cristianitzada va ser sancionat oficialment. En la Historia ecclesiastica gentis Anglorum de Beda es conserva una carta del papa Gregori el Gran a Mellitó, on s'explica que facilita les conversions permetre que la gent conservi les formes externes de les seves tradicions, orientant aquestes tradicions en honor del Déu cristià, "a fi que, mentre se'ls permeten algunes gratificacions exteriors, poden consentir més fàcilment els consols interiors de la gràcia de Déu".
Aquest element del procés de cristianització contribueix a que a vegades les tradicions paganes i cristianes acabin essent irreconeixibles. Durant els primers segles el cristianisme és un sistema en formació que comprèn una gran varietat de formes d'entendre el missatge de Jesucrist, i no existeix una identitat social cristiana, que encara està en formació. Per altra banda, els elements de les religions paganes que acaba reinterpretant sovint no tenen un cos teològic que els justifiqui, i la conversió sovint no suposa una ruptura dràstica, sinó que hi havia una continuïtat.

## Àmbits

### Llocs sagrats

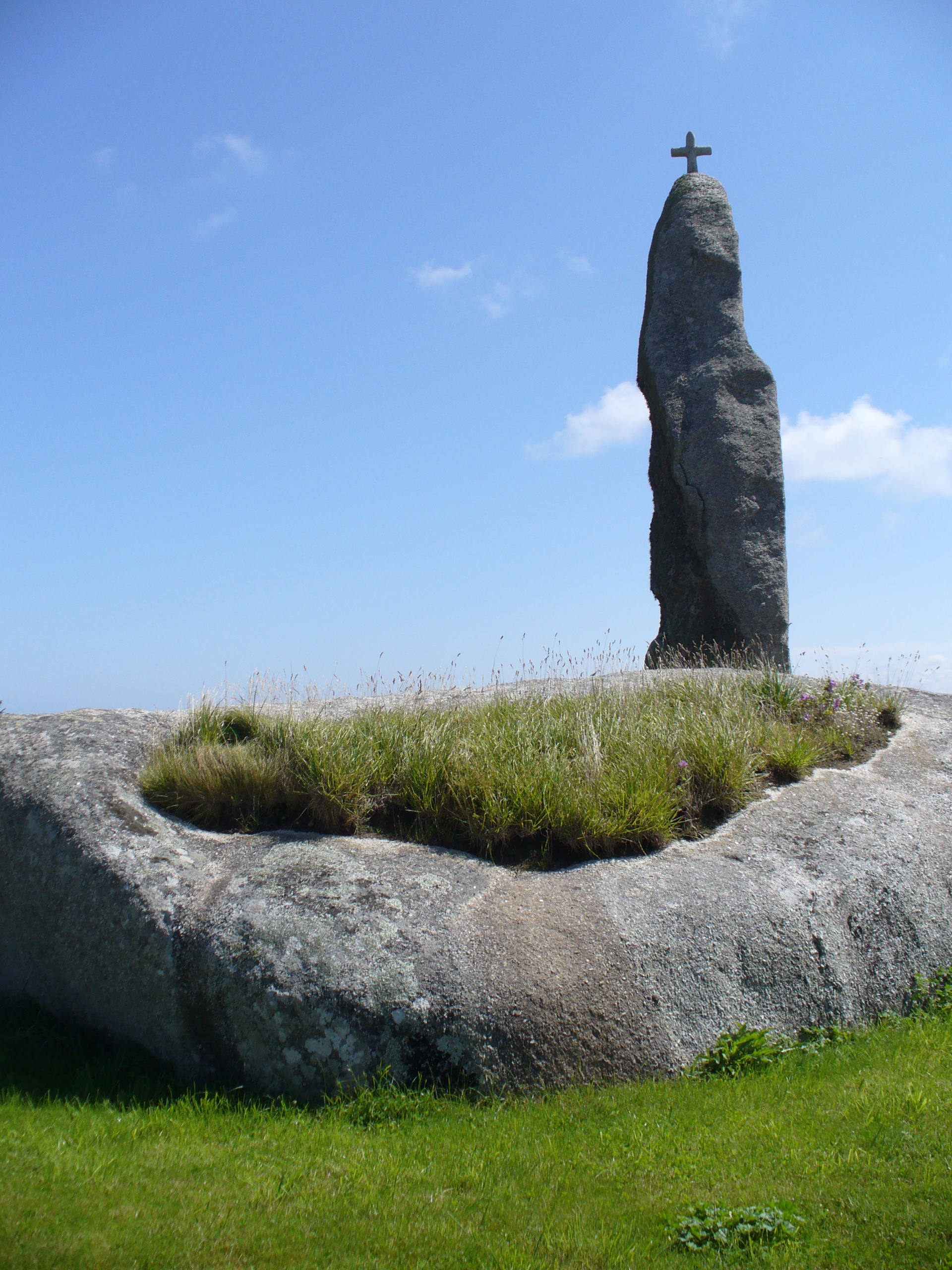
Un menhir de Bretanya coronat amb una creu.

La cristianització de llocs que havien estat pagans va ocórrer com a resultat de les conversions espontànies en el cristianisme primitiu. Els mateixos elements del paisatge eren cristianitzats, mentre les característiques prominents passaven a dedicar-se als sants cristians, de vegades de manera molt directa, com quan l'illa d'Oglasa del Mar Tirrena passà a anomenar-se Montecristo.
Els missioners que anaven a les nacions paganes convertien de seguida els llocs pagans en llocs cristians. Per exemple, Sulpici Sever, en la seva Vita de Martí de Tours, remarca que "allà on destruïa temples pagans, immediatament hi construïa esglésies i monestirs" (Vita, ch xiii), i quan Benet va prendre possessió de Monte Cassino, va començar trencant l'escultura d'Apol·lo i l'altar que l'elevava.

La carta del papa Gregori el Gran a Mellitó diu:
...que els temples dels ídols en aquesta nació no han de ser destruïts; però deixar que els ídols que hi ha siguin destruïts; deixeu que l'aigua sigui consagrada i espargida en aquests temples, deixeu erigir altars i col·locar relíquies. Si aquests temples estan ben construïts, cal que passin de l'adoració dels dimonis al servei del veritable Déu; que la nació, en veure que els seus temples no es destrueixen, pot acabar amb l'error dels seus cors, i conèixer i adorar el Déu veritable, pot anar amb més llibertat als llocs als que s'han acostumat.

### Calendaris i tiberis

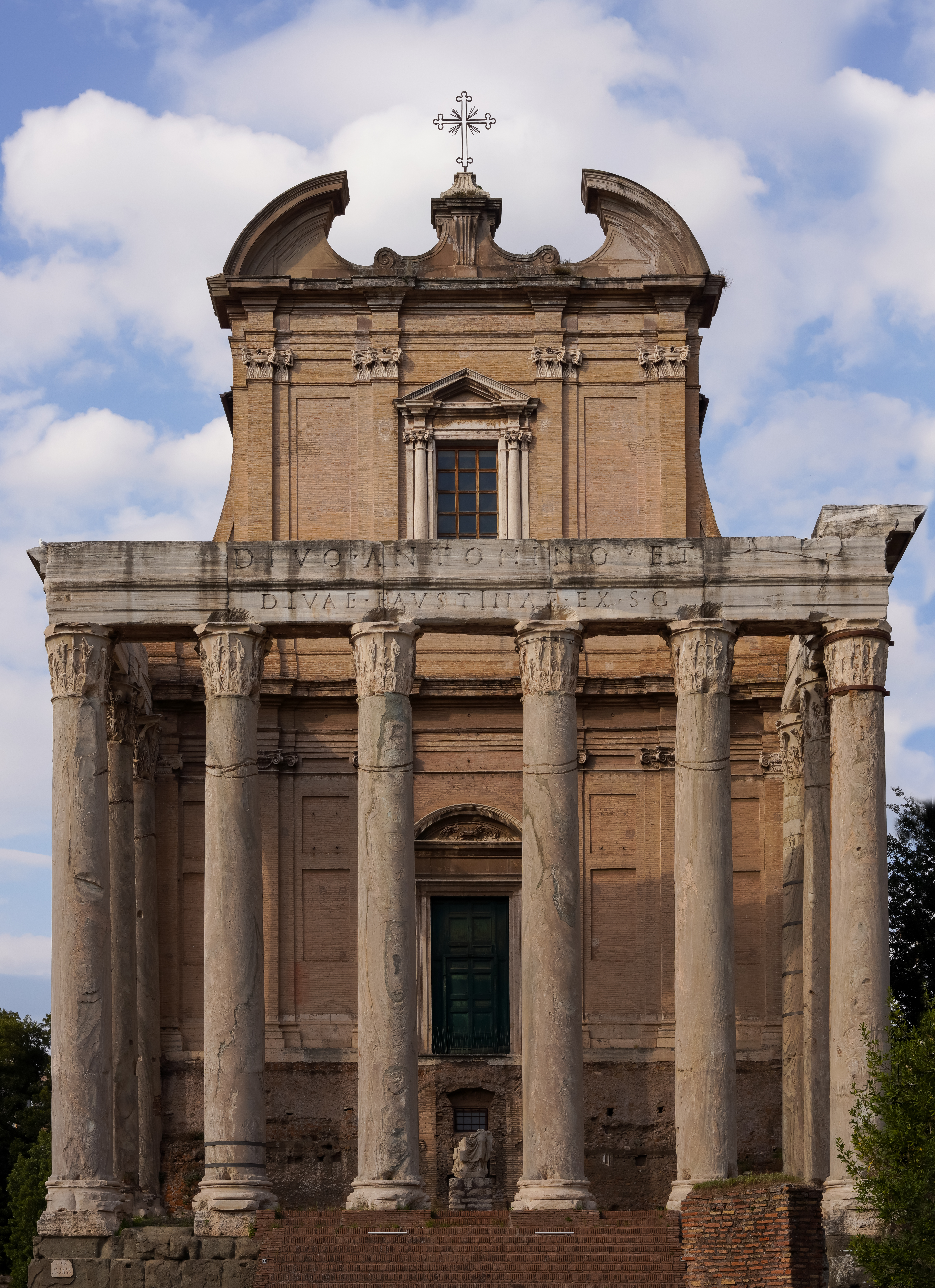
Conservació selectiva de llocs pagans: San Lorenzo de Miranda ocupa el Temple d'Antoní i Faustina de Roma, conservant el pronaos.

En el context de la cristianització de les tribus germàniques, Herbert Schutz indica que els déus locals antics encara eren "celebrats els dies de les seves festivitats, en els seus llocs sagrats anteriors", una pràctica que es va reemplaçar amb la d'alguns sants particulars.

La carta del papa Gregori el Gran a Mellitó continua així:

....I com que s'acostumen a matar molts bous en sacrifici als dimonis, se'ls ha de donar alguna solemnitat per canviar-ho, ja sigui el dia de la dedicació, o els naixements dels sants màrtirs, o el dia que s'hi hagin dipositat relíquies, s'han de construir barraques de branques d'arbres a les esglésies que han estat convertides del seu ús com a temples, i celebrar la solemnitat amb una celebració religiosa, i deixar d'oferir animals al diable, sinó matar el bestiar i glorificar Déu en la seva festa, i donar gràcies al Donador de totes les coses per la seva abundància; a fi que, mentre deixen d'experimentar algunes gratificacions externes, poden consentir el més fàcilment les alegries del perfeccionament actiu.
Tanmateix alguns estudiosos qüestionen la importància de la reinterpretació dels tiberis pagans.

### Artefactes culturals

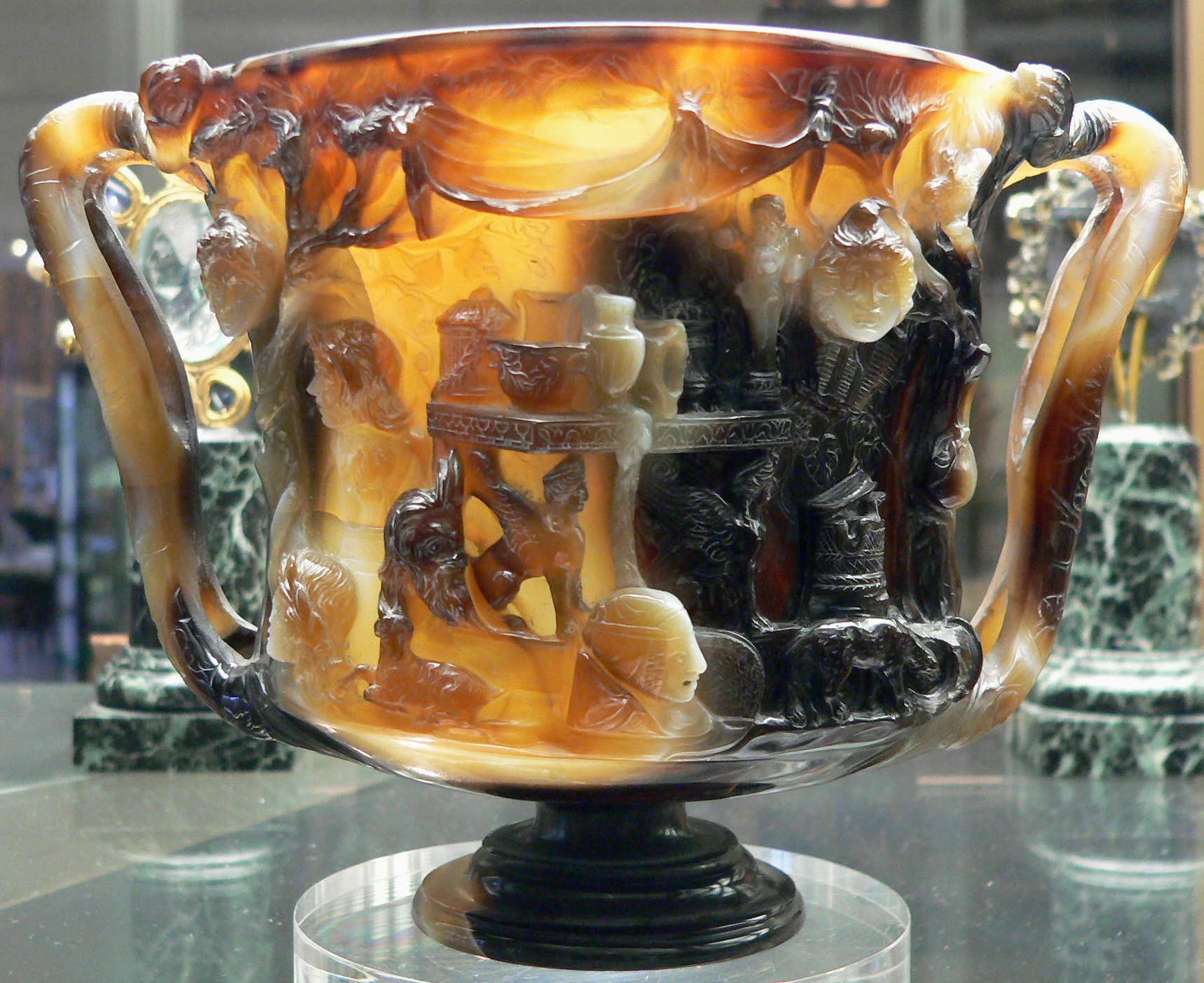
Copa de Ptolemies; els seus motius pagans (Dionisíacs) van ser ignorats per l'Església.

En el context de l'art, la interpretatio christiana va afegir, canviar i anul·lar inscripcions dels objectes, així com les seves al·legories cristianes. Per exemple, una copa Romana o un gerro es consagraven i s'utilitzaven com a calze a l'església. Un exemple destacat és la Copa de Ptolemies. Canviar els noms dels artefactes portava a l'omissió, deliberada o no, d'interpretacions paganes tradicionals de la imatgeria.
Es van inscriure creus en les obres arquitectòniques antigues i les seves restes es van reutilitzar. Liz James observa que "la inscripció d'una creu funciona com un segell pels objectes antics que es volien destinar a propòsits cristians".
Martin Henig descriu diversos segells en gemmes treballades amb motius clarament pagans, on s'afegien inscripcions cristianes com "IESVS EST AMOR MEVS" (Jesús és el meu amor).

### Coneixement i ciència
Les fonts i mites precristians van ser objecte de la reinterpretació cristiana durant la seva transmissió o el seu ús en espais cristians. Això dificulta els estudis històrics dels períodes de conversió. Diversos escriptors cristians primerencs van trobar semblances entre elements cristians i de les tradicions paganes, com el culte a Dionís o Mitraisme, tanmateix per defensar el cristianisme insistien que es tractava de trames del diable per corrompre el Cristianisme. També, quan es traduïen idees paganes a la visió del món cristiana, les divinitats paganes sovint es reinterpretaven com a dimonis. Una anàlisi minuciosa de la reinterpretació cristiana del saber antic el va dur a terme Hervé Inglebert, prestant especial atenció a la cosmografia, geografia, etnografia i historiografia.

## Investigacions
Al segle xvi es van combinar els estudis humanístics de l'antiguitat amb la reforma protestant per tal de produir diversos estudis per identificar les pràctiques catòliques romanes amb el paganisme, identificant l'església protestant amb una recristianització netejadora de la societat. L'estudiós luterà Philip Melanchthon va fer la seva Apologia Confessionis Augustanae (1530) detallant els ritus derivats de les pràctiques paganes. Heinrich Bullinger a De origine erroris libris duo (1539) va detallar els "orígens pagans" dels errors catòlics.
Isaac Casaubon, a De rebus sacris et ecclesiasticus exercitationes (1614) denuncia que el tarannà de les investigacions científiques té un caire sectari. I és que a vegades aquests precedents pagans de les pràctiques cristianes han tendit a ser minimitzats o fins i tot de vegades rebutjats pels apologistes cristians, com una forma d'apologètica protestant.
El segle XX hi va haver més investigacions purament històriques, escrites amb menys prejudicis. Un clàssic historicista primerenc en estudiar aquesta qüestió va ser Jean Seznec, que va escriure La Supervivència dels Déus Pagans: la tradició mitològica i el seu lloc dins l'humanisme del Renaixement i les arts.